# Constante de acoplamiento
En física, una constante de acoplamiento, usualmente denotada g, es un número que determina la fuerza de una interacción. Normalmente el lagrangiano o el hamiltoniano de un sistema puede ser separado en una parte cinética y una parte de interacción. La constante de acoplamiento determina la fuerza de la parte de interacción con respecto a la parte cinética, o entre dos sectores de la parte de interacción. Por ejemplo, la carga eléctrica de una partícula es una constante de acoplamiento.
Una constante de acoplamiento desempeña un importante rol en dinámica. Por ejemplo, frecuentemente se establecen jerarquías de aproximación basadas en la importancia de varias constantes de acoplamiento. En el movimiento de un gran trozo de hierro magnetizado, las fuerzas magnéticas son más importantes que las fuerzas gravitacionales debido a las magnitudes relativas de las constantes de acoplamiento. Sin embargo, en mecánica clásica frecuentemente se realizan estas decisiones comparando las fuerzas directamente.

## Constante de estructura fina
La constante de acoplamiento resulta de gran utilidad en la teoría cuántica de campos. Un papel especial es representado en las teorías cuánticas relativistas por las constantes de acoplamiento que no poseen dimensiones, es decir, son números puros. Un ejemplo es la constante de estructura fina,
{\displaystyle \alpha ={\frac {e^{2}}{4\pi \epsilon _{0}\hbar c}}}
(donde e es la carga de un electrón, ε0 es la permitividad del vacío, {\displaystyle \hbar } es la constante reducida de Planck y c es la velocidad de la luz) la cual no posee dimensiones y determina la intensidad de la fuerza electromagnética sobre un electrón.